# New Milford (New Jersey)
New Milford – miasto w Stanach Zjednoczonych, w stanie New Jersey, w hrabstwie Bergen. W 2010 roku liczyło 16 341 mieszkańców.